# Berchemia compressicarpa
Berchemia compressicarpa là một loài thực vật có hoa trong họ Táo. Loài này được D.Fang & C.Z.Gao mô tả khoa học đầu tiên năm 1983.